# 呉政娥
呉政娥（オ・ジョンア、오정아、ご せいが、1993年3月24日 - ）は、大韓民国の囲碁棋士。済州島出身、韓国棋院に所属、張秀英九段門下、三段。プロ女流国手戦挑戦者、黄龍士双登杯世界女子囲棋勝抜戦で5人抜きなど。

## 経歴
張秀英囲碁道場出身。2011年初段。2013年二段、アジアインドア・マーシャルアーツゲームズ出場、穹窿山兵聖杯世界女子囲碁選手権出場、三星火災杯で予選を勝ち抜いて本戦出場。スポーツアコードワールドマインドゲームズ女子個人戦勝者組ベスト8。2014年女流国手戦ベスト8、女流名人戦挑戦者決定戦進出、天台山葛玄緑茶杯出場、国手山脈杯ペア碁戦で、曺薫鉉と出場し同率1位。2015年黄龍士杯で5人抜きを達成。2016年2016年三段、女流国手戦挑戦者となるが、三番勝負で呉侑珍に1-2で敗れる。2017年黄龍士杯で4人抜き。2018年四段、穹窿山兵聖杯ベスト4。2019年国手山脈杯韓国プロトーナメントでベスト4。

### 主な棋歴
- プロ女流国手戦挑戦者 2016年
- 穹窿山兵聖杯世界女子囲碁選手権 ベスト4 2018年、ベスト8 2017年
- 呉清源杯世界女子囲碁選手権 ベスト8 2018年
- アジアインドア・マーシャルアーツゲームズ 2013年女子団体戦準優勝、ペア碁戦3位（姜昇旼とペア）
- 黄龍士双登杯世界女子囲棋勝抜戦
  - 2015年 5-1（○奥田あや、○李赫、○木部夏生、○王晨星、○藤沢里菜、×宋容慧）
  - 2017年 4-1（○陸敏全、○向井千瑛、○魯佳、○藤沢里菜、×李赫）
- 天台山葛玄緑茶杯世界女子囲碁団体戦
  - 2014年 2-1（×芮廼偉、○奥田あや、○張凱馨）
  - 2016年 2-1（○張凱馨、×宋容慧、○万波奈穂）
- 国手山脈杯国際囲棋戦
  - 2014年 ペア碁戦同率1位（曺薫鉉とペア）
  - 2019年 韓国プロトーナメント ベスト4
- SG杯ペア碁大会 2017年準優勝（崔哲瀚とペア）
- GGオークション杯女流対シニア連勝対抗戦
  - 2014年 2-1
  - 2015年 2-1
  - 2016年 0-1
- 韓国女子囲碁リーグ
  - 2015年（西木浦七十里）8-4
  - 2016年（西木浦七十里）5-9
  - 2017年（西木浦七十里）7-7
  - 2018年（西帰浦七十里）10-5
  - 2019年（西帰浦七十里）